# Esas mujeres
Esas mujeres (en portugués: Essas mulheres) es una telenovela brasileña producida por la Rede Record y exhibida desde el 2 de mayo de 2005 al 22 de octubre de 2005 en el horario de las 19:30. Está basada en los romances Senhora, Diva y Lucíola.
La telenovela es reemitida por el canal de cable Fox Life desde septiembre de 2006 en los horarios de las 7 y las 13 con repetición continua dos capítulos de semana los sábados a la mañana.
En Chile fue transmitida por Chilevisión en horario primer, a las 22:00.

## Historia
La telenovela transcurre en la ciudad de Río de Janeiro, en el siglo XIX. Relata la vida de tres mujeres:
- Aurélia: es una joven muy pobre, vive con su madre y con su hermano en una casa humilde en Santa Teresa. En un baile conoce a Fernando Seixas, donde se presenta junto a otras mujeres alumnas de Ordália. Luego, los dos se enamoran; pero las dificultades financieras de Fernando hablan más alto y acaba el noviazgo con Aurelia para tornarse novio de Adelaide Amaral, joven rica y enamorada de él. Después de la muerte de su abuelo, Aurélia se convierte en una mujer rica y usa su dinero para casarse con Fernando; no solamente por amor, como él pensaba, sino también por venganza. En el recorrer de la novela, el amor de ambos acaba ganando el orgullo y la falsa felicidad que sustentaban como pareja de casados para la sociedad, se convierte en verdadera.

- María da Gloria/Lúcia: es una joven que por la enfermedad de su padre, es obligada a renunciar a su pureza. Convirtiéndose, a través de Cunha en una cortesana (una prostituta de lujo). Con la misteriosa muerte de otra cortesana: Lúcia Bicallo. Ella acaba asumiendo su personalidad, como forma de evitar que su hermana Ana, sea perjudicada por el rumbo que tomó. Así, Lúcia se convierte en la cortesana más famosa de la corte. Un día, mientras ella paseaba por la playa, conoce a Paulo Silva, (un futuro diplomata) que se enamora de ella, así como ella por él. Pero ese amor será amenazado por los pre-conceptos.

- Mila: es hija de Duarte. Vive en conflicto con su madre Leocádia, en una relación que esconde secretos familiares. Termina presentando trastornos mentales y es internada en un hospital, donde conoce a Augusto. De quien se enamora y la ayuda a liberar sus sentimientos a través de la pintura.

## Reparto
- Christine Fernandes- Aurélia Camargo
- Carla Regina - Maria da Gloria/ Lúcia Bicallo
- Miriam Freeland- Emília "Mila" Duarte
- Gabriel Braga Nunes - Fernando Rodrigues de Seixas
- Paulo Gorgulho - Manoel Lemos
- Adriana Garambone - Adelaide Tavares do Amaral
- Marcos Winter - Eduardo Abreu
- Roberto Bomtempo - Mário Cunha
- Ana Beatriz Nogueira - Leocádia Duarte
- Marcos Breda - Alfredo Moreira
- Ewerton de Castro - Ministro Heródoto Duarte
- Daniel Boaventura - Ferreira Pinto
- Petrônio Gontijo - Dr. Torquao Ribeiro
- Leonardo Miggiorin- Pedro "Pedrito" Camargo
- Paixão de Jesus- Damiana
- Tânia Alves- Firmina Mascarenhas
- Milhem Cortaz- Lobato.
- Ana Rosa- Camila Rodrigues de Seixas
- Nathalia Rodrigues- Nicota Rodrigues de Seixas
- Maria Estela Tobar- Mariquinha Rodrigues de Seixas
- Talita Casto- Bela Lemos.
- Ingra Liberato- Marli Lemos.
- Luiz Carlos de Moraes- Artur Tavares do Amaral.
- Camila Dos Anjos- Ana Assunção..
- Carlo Briani- Rodrigo Assunção
- João Vitti- Paulo Silva.
- Mariana Clara- Nina.
- Maristane Dresch- Laura.
- Theodoro Cochrane- Geraldo Duarte.
- Raquel Nunes- Júlia Duarte.
- Lena Roque- Raimunda.
- Fernando Oliveira- Martim.
- Alexandre Moreno- Dr.Augusto Da Silva.
- Gésio Amadeu- Sebastião Da Silva.

## Doblaje
- Georgina Sánchez - Aurélia Camargo.
- Gabriel Ortiz - Pedro "Pedrito" Camargo.
- Alfredo Gabriel Basurto- Fernando Rodrigues de Seixas.
- Alexia Solís - Nicota Rodrigues de Seixas.
- Óscar Gómez - Manoel Lemos.
- Liliana Barba - Bela Lemos.
- Adriana Casas - Marli Lemos.
- Lourdes Arjona - Adelaide Tavares do Amaral.
- Jorge Santos - Artur Tavares do Amaral.
- Víctor Delgado - Dr. Torquao Ribeiro.
- Cyntia de Pando - Maria da Gloria/ Lúcia Bicallo.
- Jorge Ornelas - Mário Cunha.
- Diana Pérez - Emília "Mila" Duarte.
- Christian Strempler - Ferreira Pinto
- Karina Altamirano - Leocádia Duarte.
- Noé Velázquez - Geraldo Duarte.

## Banda sonora
- Pop Zen - Familia Caymmi (Tema de Abertura).
- Essas Mulheres - Joanna (Tema de Adelaide).
- Uma Chance em Mil - J.Neto (Tema de Fernando y Aurélia).
- Corações Animais - Zé Ramalho (Tema de Lemos).
- Duas de Mim - Sandra de Sá (Tema de Lúcia).
- Motivos Banais - Fagner (Tema de Torquato).
- Contigo um Pouquinho - Alex Cohen (Tema de Eduardo).
- É pra Sempre Te Amar - Guilherme & Santiago (Tema de Paulo).
- Vida - Cláudio Nucci (Tema de los Protagonistas).
- Lugar de Cobra é no Chão - Chico Buarque (Tema de Simão).
- Suave é a Noite - Silvinha Araújo (Tema de Emília e Pedro).
- A Janela da Cidade - Alexandre Leão (Tema de las escenas de Río de Janeiro).
- Agora Sei que Te Amo - M.Pop (Tema de Ana y Pedrito).
- Valsa Brasileira - Luiz Melodía (Tema de Aurélia y Fernando).
- Eu Amo - Alvinho e da Matta (Tema de Fernando).
- O Meu Jeito de Agir - Yasmin (Tema de Augusto y Mila).
- Com Você, sem Você - Banda Interativa (Tema de Nicota).
- Valsinha - Cantrix (Tema usado en varias escenas).
- Oratio - Corciolli (Tema de Mila).

- Datos: Q8777505